# Leonor Michaelis

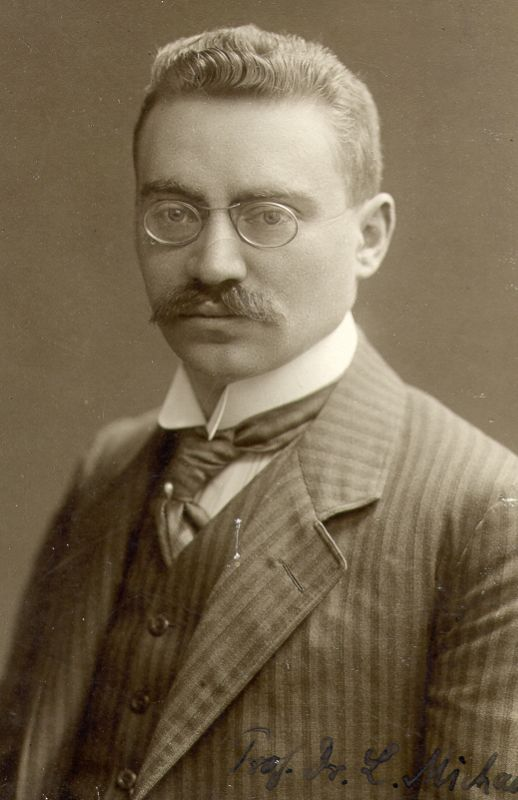

Leonor Michaelis (* 16. Januar 1875 in Berlin; † 8. Oktober 1949 in New York City) war ein deutsch-US-amerikanischer Biochemiker und Mediziner.

## Leben
Leonor Michaelis wurde am 16. Januar 1875 in Berlin als Sohn des Kaufmanns Moritz Michaelis und seiner Ehefrau Hulda geb. Rosenbaum geboren. Er absolvierte das Köllnische Gymnasium in Berlin. Er heiratete am 11. April 1905 vor dem Standesamt Charlottenburg Hedwig geb. Philipsthal. Bis 1915 war er Mitglied der orthodoxen Jüdischen Gemeinde Adass Jisroel.
Michaelis studierte Medizin ab 1893 an den Universitäten Freiburg und Berlin, wo er 1897 promoviert wurde. Unter seinen akademischen Lehrern waren Emil Fischer in Chemie, Oscar Hertwig in Embryologie und Emil du Bois-Reymond in Physiologie.
Nach dem Studium war er 1898/99 Assistent bei Paul Ehrlich, von 1899 bis 1902 bei Moritz Litten (1845–1907) und von 1902 bis 1906 bei  Ernst Victor von Leyden. Ab 1906 leitete er das bakteriologische Labor am Städtischen Urban-Krankenhaus in Berlin, 1908 wurde er zum außerordentlichen Professor der Universität Berlin ernannt. Im Jahr 1922 wurde er zum Mitglied der Leopoldina gewählt.
1922 folgte er einem Ruf ans „Aichi Prefectural Medical College“, das später das Medizinische Department der Universität Nagoya wurde, auf einen Lehrstuhl für Biochemie. 1926 ging er an die Johns-Hopkins-Universität in Baltimore und schließlich 1929 ans Rockefeller-Institut für Medizinische Forschung in New York City. 1943 wurde er in die National Academy of Sciences gewählt.

## Werk

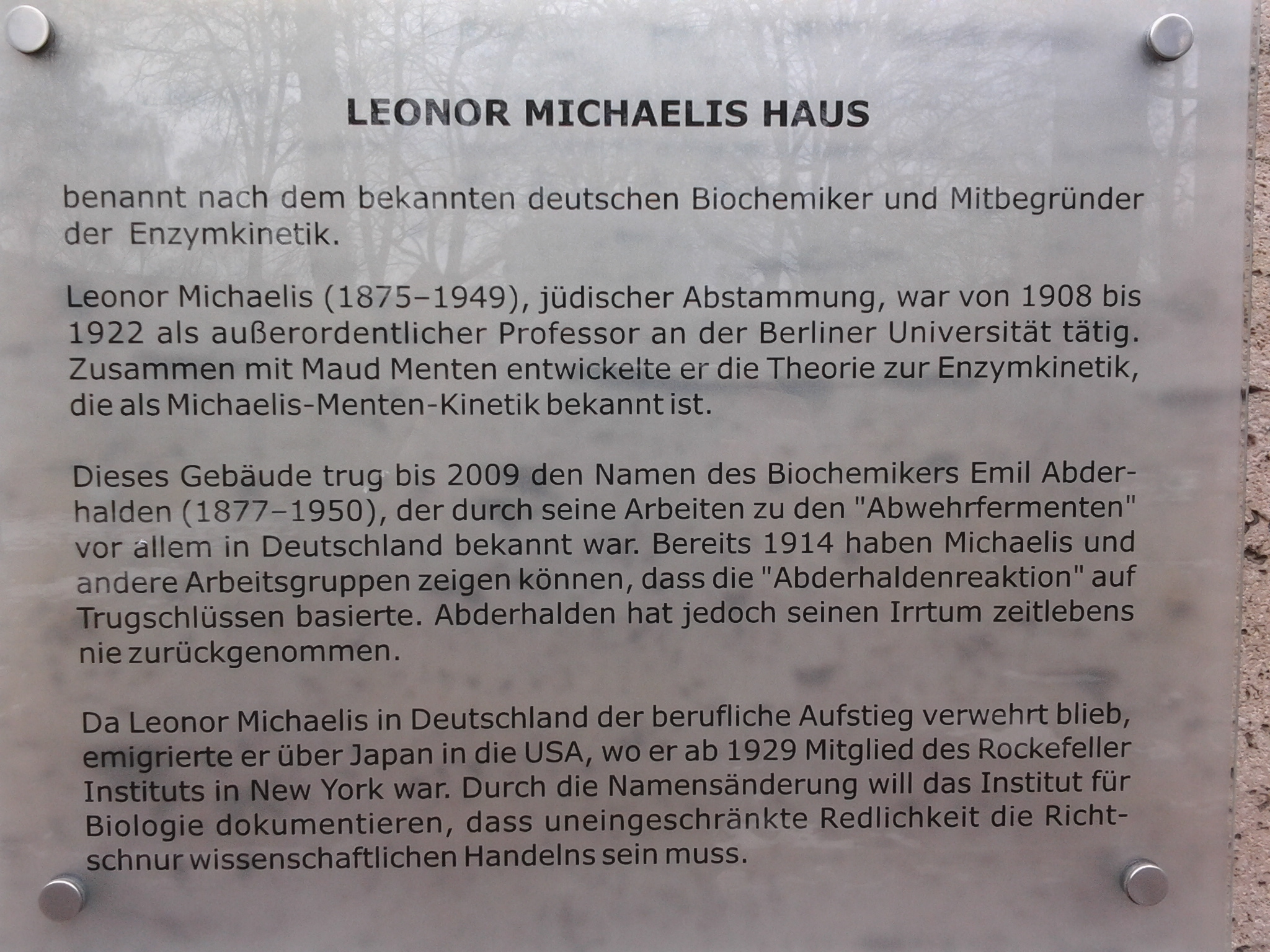
Gedenktafel am Leonor-Michaelis-Haus auf dem Campus Reinhardtstr./Luisenstr. der Humboldt-Universität zu Berlin

Bekannt wurde er vor allem durch seine grundlegenden Untersuchungen zur Kinetik enzymatischer Reaktionen, die gemeinsam mit Maud Menten ab 1910 entwickelte Michaelis-Menten-Theorie und die dort eingeführte Michaeliskonstante. Die Arbeiten beruhten auf Untersuchungen des französischen Chemikers Victor Henri. Außerdem leistete er Pionierarbeit bei der Untersuchung des Einflusses des pH-Werts, also der Wasserstoffionen-Konzentration bzw. -aktivität, auf die Aktivität von Enzymen.
Schon in seiner Tätigkeit bei Paul Ehrlich begann Michaelis, sich mit histologischen Färbungen zu beschäftigen. Er entwickelte geeignete Methoden zur Mitochondrienfärbung mittels des Farbstoffes Janusgrün B. Er untersuchte die nach ihm benannten Michaelis-Gutman-Körperchen bei Harnwegsinfektionen.
1914 publizierte er einen Artikel, in dem er zu Recht die Theorie der sogenannten „Abwehrfermente“ von Emil Abderhalden kritisierte, mit denen angeblich ein Schwangerschaftstest möglich wäre. Diese mutige öffentliche Kritik an dem damals sehr etablierten Abderhalden hat es ihm erschwert, eine ordentliche Professur in Deutschland zu bekommen.  
Schließlich erkannte er auch als grundlegendes Prinzip der Dauerwellen die Löslichkeit von Keratin in Thioglycolsäure.

## Schriften (Auswahl)
- Einführung in die Farbstoffchemie. Berlin 1902.
- Dynamik der Oberflächen. Dresden 1909.
- Einführung in die Mathematik für Biologen und Chemiker. Berlin 1912; 3. Aufl. 1927.
- Die Wasserstoffionenkonzentration. Berlin 1914
- Praktikum der physikalischen Chemie. Berlin 1921
- The effects of ions in colloidal systems. Berlin 1925.
- Die theoretische Grundlage für die Bedeutung der Wasserstoffkonzentration des Blutes. In: Handbuch der normalen und pathologischen Physiologie. Band 6.1, Berlin 1928.